# Magdalon Monsen
Magdalon Monsen (Bergen, 19 aprile 1910 – Bergen, 4 settembre 1953) è stato un calciatore norvegese, di ruolo attaccante.

## Carriera

### Club
Monsen vestì la maglia dello Hardy.

### Nazionale
Giocò 5 incontri per la Norvegia, partecipando e conquistando la medaglia di bronzo ai Giochi della XI Olimpiade. Esordì il 3 novembre 1935, nella sconfitta per 0-2 contro la Svizzera.